# District historique de Fruita Rural
Le district historique de Fruita Rural – ou Fruita Rural Historic District en anglais – est un district historique américain situé à Fruita, dans le comté de Wayne, dans l'Utah. Protégé au sein du parc national de Capitol Reef, il est inscrit au Registre national des lieux historiques depuis le 25 mars 1997. La Fruita Schoolhouse en est une propriété contributrice.